# Фозер, Маркус
Маркус Фозер (нем. Markus Foser; род. 31 января 1968, Вадуц) — лихтенштейнский горнолыжник. Победитель одного этапа Кубка мира по скоростному спуску в сезоне 1993/94, представитель Лихтенштейна на двух зимних Олимпийских играх (1992, 1994), спортсмен года в Лихтенштейне (1994).

## Спортивная карьера
Маркус Фозер представлял Лихтенштейн на чемпионате мира среди юношей 1986 года. В феврале 1992 года представлял свою страну на зимней Олимпиаде в Альбервиле, заняв 29-е общее место в комбинации и не закончив дистанцию в скоростном спуске. В сезоне 1992/93 также дебютировал в Кубке мира.
В сезоне 1993/94 Фозер на этапе в Валь-Гардена (Италия) стал автором сенсации. Соревнования проходили при непрерывно меняющихся погодных условиях, и лихтенштейнский горнолыжник, стартовав в скоростном спуске с 66-й позиции, прошёл дистанцию быстрей всех — за 2 минуты 8,90 секунды, на 19 сотых секунды опередив австрийца Вернера Франца. Эта победа стала первой в истории выступлений лихтенштейнских горнолыжников в скоростном спуске на Кубках мира, до следующей победы соотечественника Фозера на этапе Кубка мира пришлось ждать почти десять лет, пока в феврале 2003 года на этапе в Гарниш-Партенкирхене на трассе супергиганта не победил Марко Бюхель. Фозер остаётся горнолыжником с самым низким стартовым номером, одержавшим победу на этапе Кубка мира, хотя в 2001 году к его результату приблизился слаломист Ивица Костелич, начавший дистанцию 64-м. В том же сезоне 1993/94 Фозеру ещё раз удалось войти в десятку призёров на этапе Кубка мира и закончить его в скоростном спуске на общем 17-м месте. В 1994 году он также вторично выступал за Лихтенштейн на Олимпийских играх в Лиллехаммере, где занял в скоростном спуске лишь 39-е место. В этом году Фозер был признан в Лихтенштейне спортсменом года.
Фозер продолжал выступать в Кубке мира до сезона 1996/97, за это время ещё один раз (в декабре 1995 года) попав в десятку сильнейших на этапе скоростного спуска. Вскоре после этого он показал свой лучший результат на чемпионатах мира, закончив выступления в Сьерра-Неваде на 26-м месте.